# 384 (số)
384 (ba trăm tám mươi tư) là một số tự nhiên ngay sau 383 và ngay trước 385.